# 比克斯比的回归
《比克斯比的回归》（英語：Bixby's Back）是美国广播公司播出的情景喜剧《摩登家庭》第2季的第14集，也是整部剧集的第38集，于2011年2月8日在美国首播。这一集由丹尼·祖克编剧，克里斯·科奇担任导演。
在这一集中，克莱尔和菲尔夫妻俩决定像去年情人节那样再玩一次角色扮演的情趣游戏；杰伊试着给老婆格罗丽娅准备了一系列情人节的惊喜，只是不知怎么搞的事情老是不顺利；卡梅伦和米歇尔意识到他们有一位仰慕者，只是两人都相信此人钟情的是自己。
《比克斯比的回归》获得的评价褒贬不一，部分评论员认为这是《我的时髦情人节》的一部表现上有所不及的续集。但根据尼尔森媒体调查的数据，这一集首播时在美国有1316万户家庭观看，于18-49岁年龄段人群中拥有5.1的高收视率，与《旧货车》和《万圣节》并列成为当时《摩登家庭》收视率最高的3集，也是首播当周18-49岁观众群收视率最高的剧本节目。

## 剧情
情人节又到了，菲尔·邓菲（Phil Dunphy，泰·布利尔饰）和老婆克莱尔（Claire Dunphy，朱丽·鲍温饰）决定就到外面吃一顿浪漫晚餐，免得又整成去年那样的灾难性结果。可是两人却只能订到时间很早的位置，并且当时在餐厅用餐的都是些老夫老妻。克莱尔觉得自己还没有这么老而无趣，于是决定还是继续去年的角色扮演游戏，两人分别扮演到酒店偷情的克里夫·比克斯比和朱丽安娜。朱丽安娜让克里夫甩掉了自己的老婆，然后在酒店见面，她还在吧台前把自己房间的钥匙给了他。只是克里夫目送朱丽安娜离开后却错拿了一位正在整理钱包老妇人的房间钥匙，他到了对方房间里，发现“她”正在洗澡，于是把自己剥个精光，在房间里撒满了玫瑰花瓣，然后手里拿着打开的香槟和酒杯摆好姿势躺上床上等待“情人”出现……回到家后，菲尔和克莱尔决定以后这种角色扮演的情趣游戏还是少玩为妙，就做自己就好了。
海莉·邓菲（Haley Dunphy，萨拉·海蓝德饰）的男友大卫因为要准备一场大考而取消了两人的约会，一直有些暗恋她的曼尼（Manny，里克·罗德里格兹饰）对此喜出望外，他还成功地说服毫不知情的海莉给大卫发了一封要求分手的电子邮件。可刚一发出海莉就后悔了，这时她的前男友迪伦（Dylan）忽然和他的乐队一起出现，还对着海莉深情地唱情歌，两人马上合好如初，留下曼尼独自神伤。
与此同行，卡梅伦·塔克（Cameron Tucker，艾瑞克·斯通斯崔特饰）怀疑男友米歇尔·普里切特（Mitchell Pritchett，杰西·泰勒·弗格森饰）的新助理布罗德里克（Broderick）对男友有所企图，对此米歇尔一方面予以否认，同时又洋洋得意。可是布罗德里克之后在电梯里拥抱了一下卡梅伦，后者又觉得对方可能是对自己有兴趣。卡梅伦吃晚饭时把此事告知米歇尔，对方不大相信，认为布罗德里克喜欢的是自己。两人前往布罗德里克的家予以证实，但收到了对方的短信说自己打算辞职，卡梅伦和米歇尔觉得，最好还是不要把这张薄薄的纸捅破，免得大家尴尬。
杰伊·普里切特（Jay Pritchett，艾德·奥尼尔饰）给老婆格罗丽娅（Gloria，索菲娅·维加拉饰）准备了情人节的惊喜节目，他请来大厨来家里准备大餐，然后打算把爱妻带到一个她钟爱的浪漫餐馆后再假装自己的秘书忘了预订而不得不离开。只是到了餐馆时，他们却已经莫名其妙地以普里切特的名字订好了位子，所以只能留下来。后来才发现原来订位子的是自己的儿子米歇尔和男友卡梅伦，因此杰伊和格罗丽娅又不得不离开。回到家里，杰伊懊恼地发现大厨压根儿就没来过，啥也没准备。生气的格罗丽娅去车库取车出去散心，两人到了车库后，格罗丽娅给了杰伊一个惊喜，原来她猜到了老公的浪漫计划，自己再加以改动，把家里的大餐改成露天的烧烤，旁边还有小乐队伴奏，并且送了一辆新的摩托车给杰伊做礼物。

## 制作
《比克斯比的回归》由丹尼·祖克编剧，这也是他编剧的第6集《摩登家庭》剧集，而克里斯·科奇也已是第3次执导这一系列剧集。这一集被认为是第1季第15集《我的时髦情人节》的续集。《比克斯比的回归》中的许多剧情在播出已经就已经被电视指南的亚当·布莱恩特（Adam Bryant）和娜塔莉·亚伯拉罕斯（Natalie Abrams）剧透。节目于2011年2月8日通过美国广播公司在美国首播，拍摄时间从2011年1月5日到1月17日。这集也是里德·尤因扮演的迪伦一角自与海莉（Haley）分手后的首次回归。朱丽·鲍温在第17届美国演员工会奖上接受采访时说：“今年情人节的这集节目挺疯的，和去年有所不同。克里夫和朱丽安娜都会回来，但这一次克里夫的处境就比朱丽安娜要尴尬多了。”

## 反响

### 收视率
根据尼尔森媒体调查的数据，《比克斯比的回归》首播当晚在美国一共有1316万户家庭观看，在18至49岁年龄段人群中收获了5.1/13的收视成绩。这个数据的意思是全美18-49岁人群中有5.1%收看了这集节目，而在播出时段观看电视的这个年龄段观众群中则有13%选择了《比克斯比的回归》。这个成绩与上一集《抓现行》相比提升了9个百分点。这一集也与《旧货车》和《万圣节》并列成为《摩登家庭》收视率最高的3集节目，还是播出当晚收视率第二高的电视节目，仅次于《美國偶像》。《比克斯比的回归》首播时是该周18-49岁观众群收视率最高的剧本节目，在所有类别节目和所有年龄段观众中则名列第9位。

### 评价

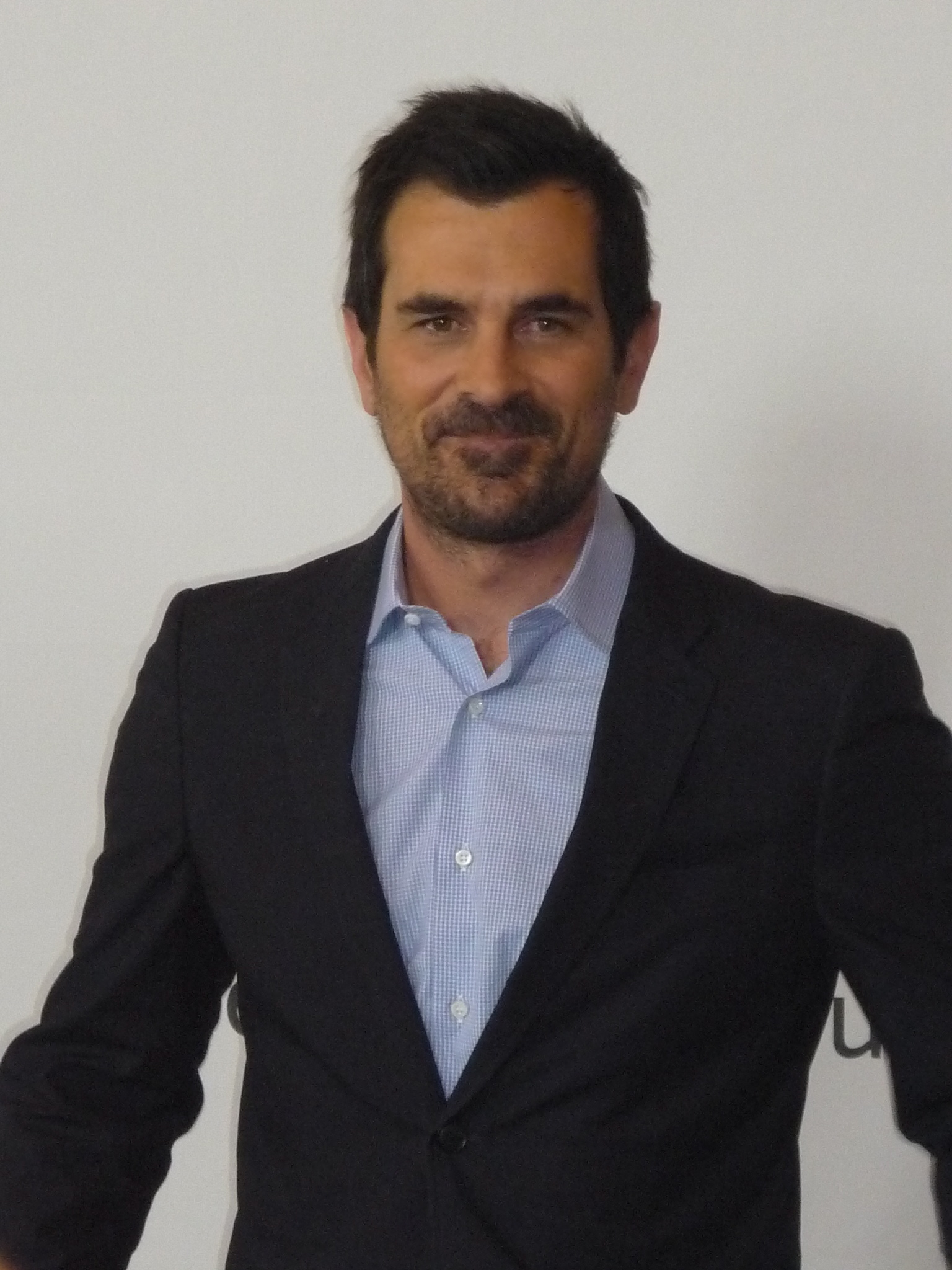
泰·布利尔的表现获得了多位评论员的赞誉。

评论员对《比克斯比的回归》给出的评价褒贬不一，部分人认为其表现不及前作《我时髦的情人节》。影音俱乐部的约翰·特蒂（John Teti）对这集的总体评价是“还好”，他觉得制片人只是出于一种义务来做这样一集情人节剧目，编剧对此并没有像《我时髦的情人节》那样的好点子，他最终给出的评分是B-。《娱乐周刊》的莱斯利·萨维奇（Lesley Savage）给出的评价较为正面，认为这一部情人节主题作品证明演员们所获得的美国演员工会喜剧群体表演奖可谓实至名归。《纽约》杂志的雷切尔·马多克斯（Rachael Maddux）认为本集是《我时髦的情人节》的一部优秀续作，称其“自始至终脚踏实地”。《洛杉矶时报》的梅里迪斯·布莱克（Meredith Blake）认为这一集的总体质量不及《摩登家庭》的其它作品，没有达到其平均水准。有线新闻网的亨利·汉克斯（Henry Hanks）给出了较为正面的评价，称赞其中泰·布利尔的表现为“本周最有价值演员”，不过他之后批评了米歇尔和卡梅伦的故事桥段是“又一个低于标准线的故事”。
虽然剧集的整体评价褒贬不一，但许多人都表扬了泰·布利尔的表演。特蒂称赞了酒店吧台戏段演员的表演和剧本的编写，认为其中的台词把握非常精妙，原本似乎浪漫而刺激的言辞中处处显露出尴尬的喜剧效果。马多克斯认为布利尔的表现堪称“喜剧大师”。